# Pseudyrias farranti
Pseudyrias farranti là một loài bướm đêm trong họ Noctuidae.